# Wahlkreis Benevento (Camera dei deputati)
Der Wahlkreis Benevento war von 1993 bis 2005 und ist seit 2017 wieder ein Wahlkreis (italienisch collegio elettorale) für die Wahl der Abgeordnetenkammer.

## Von 1993 bis 2005

### Wahlkreisgebiet
Der Wahlkreis umfasste 21 Gemeinden (Apollosa, Arpaise, Benevento, Campolattaro, Casalduni, Castelpoto, Ceppaloni, Foglianise, Fragneto l’Abate, Fragneto Monforte, Morcone, Paduli, Pietrelcina, Ponte, Pontelandolfo, San Leucio del Sannio, San Nicola Manfredi, Sant’Angelo a Cupolo, Santa Croce del Sannio, Sassinoro und Torrecuso).

### Wahlergebnisse

#### Parlamentswahl 1994

##### Direktstimmen
| Kandidaten               | Kandidaten                | Parteien                           | Stimmen | %    |
| ------------------------ | ------------------------- | ---------------------------------- | ------- | ---- |
|                          | Alberto Simeonegewählt    | Alleanza Nazionale                 | 18.760  | 25,2 |
|                          | Mario Pedicini            | FI – CCD – UdC – PLD               | 15.056  | 20,3 |
|                          | Carmine Nardone           | Progressisti                       | 14.244  | 19,2 |
|                          | Nicola Di Donato          | Patto per l’Italia                 | 12.305  | 16,6 |
|                          | Umberto Del Basso De Caro | Unione Democratica Italiana        | 10.184  | 13,7 |
|                          | Luigi Ionico              | Lista Marco Pannella – Riformatori | 2.615   | 3,5  |
|                          | Ornella Forni Mariani     | Unione Mediterranea                | 1.141   | 1,5  |
| Gesamt                   | Gesamt                    | Gesamt                             | 74.305  | 100  |
|                          |                           |                                    |         |      |
| Ungültige Stimmen        | Ungültige Stimmen         | Ungültige Stimmen                  | 7.182   | 8,8  |
| Wähler                   | Wähler                    | Wähler                             | 81.487  | 81,4 |
| Wahlberechtigte          | Wahlberechtigte           | Wahlberechtigte                    | 100.083 |      |
|                          |                           |                                    |         |      |
| Quelle: Innenministerium |                           |                                    |         |      |

##### Listenstimmen
| Parteien                             | Parteien                        | Parteien                           | Stimmen | %    |
| ------------------------------------ | ------------------------------- | ---------------------------------- | ------- | ---- |
|                                      | Progressisti                    | Partito Democratico della Sinistra | 12.696  | 17,9 |
| Alleanza Democratica                 | Progressisti                    | 2.445                              | 3,4     |      |
| Partito della Rifondazione Comunista | Progressisti                    | 2.215                              | 3,1     |      |
| Partito Socialista Italiano          | Progressisti                    | 1.813                              | 2,6     |      |
| Federazione dei Verdi                | Progressisti                    | 1.648                              | 2,3     |      |
| ↳ Gesamt                             | Progressisti                    | 20.817                             | 29,3    |      |
|                                      | Alleanza Nazionale              | Alleanza Nazionale                 | 16.851  | 23,7 |
|                                      | Forza Italia                    | Forza Italia                       | 14.510  | 20,4 |
|                                      | Patto per l’Italia              | Partito Popolare Italiano          | 8.065   | 11,4 |
| Patto Segni                          | Patto per l’Italia              | 3.678                              | 5,2     |      |
| ↳ Gesamt                             | Patto per l’Italia              | 11.743                             | 16,5    |      |
|                                      | Lista Marco Pannella            | Lista Marco Pannella               | 2.154   | 3,0  |
|                                      | Socialdemocrazia per le Libertà | Socialdemocrazia per le Libertà    | 1.473   | 2,1  |
|                                      | Unione Democratica Italiana     | Unione Democratica Italiana        | 1.468   | 2,1  |
|                                      | Alleanza Meridionale            | Alleanza Meridionale               | 1.154   | 1,6  |
|                                      | Unità Popolare                  | Unità Popolare                     | 520     | 0,7  |
|                                      | Riformisti Irpini               | Riformisti Irpini                  | 313     | 0,4  |
| Gesamt                               | Gesamt                          | Gesamt                             | 71.003  | 100  |
|                                      |                                 |                                    |         |      |
| Ungültige Stimmen                    | Ungültige Stimmen               | Ungültige Stimmen                  | 10.484  | 12,9 |
| Wähler                               | Wähler                          | Wähler                             | 81.487  | 81,4 |
| Wahlberechtigte                      | Wahlberechtigte                 | Wahlberechtigte                    | 100.083 |      |
|                                      |                                 |                                    |         |      |
| Quelle: Innenministerium             |                                 |                                    |         |      |

#### Parlamentswahl 1996

##### Direktstimmen
| Kandidaten               | Kandidaten             | Parteien            | Stimmen | %    |
| ------------------------ | ---------------------- | ------------------- | ------- | ---- |
|                          | Alberto Simeonegewählt | Polo per le Libertà | 33.782  | 48,5 |
|                          | Raffaele Bianco        | L’Ulivo             | 31.937  | 45,8 |
|                          | Luigi Bocchino         | Fiamma Tricolore    | 4.006   | 5,7  |
| Gesamt                   | Gesamt                 | Gesamt              | 69.725  | 100  |
|                          |                        |                     |         |      |
| Ungültige Stimmen        | Ungültige Stimmen      | Ungültige Stimmen   | 11.246  | 13,9 |
| Wähler                   | Wähler                 | Wähler              | 80.971  | 79,5 |
| Wahlberechtigte          | Wahlberechtigte        | Wahlberechtigte     | 101.839 |      |
|                          |                        |                     |         |      |
| Quelle: Innenministerium |                        |                     |         |      |

##### Listenstimmen
| Parteien                                          | Parteien                             | Parteien                             | Stimmen | %    |
| ------------------------------------------------- | ------------------------------------ | ------------------------------------ | ------- | ---- |
|                                                   | Polo per le Libertà                  | CCD – CDU                            | 13.152  | 18,7 |
| Forza Italia                                      | Polo per le Libertà                  | 12.665                               | 18,0    |      |
| Alleanza Nazionale                                | Polo per le Libertà                  | 12.398                               | 17,6    |      |
| ↳ Gesamt                                          | Polo per le Libertà                  | 38.215                               | 54,3    |      |
|                                                   | L’Ulivo                              | Partito Democratico della Sinistra   | 11.940  | 17,0 |
| Popolari per Prodi (PPI – SVP – PRI – UD – Prodi) | L’Ulivo                              | 6.917                                | 9,8     |      |
| Rinnovamento Italiano                             | L’Ulivo                              | 2.664                                | 3,8     |      |
| Federazione dei Verdi                             | L’Ulivo                              | 1.381                                | 2,0     |      |
| ↳ Gesamt                                          | L’Ulivo                              | 22.902                               | 32,6    |      |
|                                                   | Partito della Rifondazione Comunista | Partito della Rifondazione Comunista | 3.780   | 5,4  |
|                                                   | Partito Socialista                   | Partito Socialista                   | 2.339   | 3,3  |
|                                                   | Fiamma Tricolore                     | Fiamma Tricolore                     | 1.534   | 2,2  |
|                                                   | Lista Pannella – Sgarbi              | Lista Pannella – Sgarbi              | 1.221   | 1,7  |
|                                                   | Movimento Rinascita Italiana         | Movimento Rinascita Italiana         | 167     | 0,2  |
|                                                   | Patto per l’Agro                     | Patto per l’Agro                     | 155     | 0,2  |
| Gesamt                                            | Gesamt                               | Gesamt                               | 70.313  | 100  |
|                                                   |                                      |                                      |         |      |
| Ungültige Stimmen                                 | Ungültige Stimmen                    | Ungültige Stimmen                    | 10.660  | 13,2 |
| Wähler                                            | Wähler                               | Wähler                               | 80.973  | 79,5 |
| Wahlberechtigte                                   | Wahlberechtigte                      | Wahlberechtigte                      | 101.839 |      |
|                                                   |                                      |                                      |         |      |
| Quelle: Innenministerium                          |                                      |                                      |         |      |

#### Parlamentswahl 2001

##### Direktstimmen
| Kandidaten               | Kandidaten               | Parteien           | Stimmen | %    |
| ------------------------ | ------------------------ | ------------------ | ------- | ---- |
|                          | Pasquale Viespoligewählt | Casa delle Libertà | 32.026  | 46,2 |
|                          | Aniello Cimitile         | L’Ulivo            | 28.543  | 41,1 |
|                          | Giovanni Molinara        | Democrazia Europea | 5.144   | 7,4  |
|                          | Antonio Vassillo         | Lista Di Pietro    | 3.679   | 5,3  |
| Gesamt                   | Gesamt                   | Gesamt             | 69.392  | 100  |
|                          |                          |                    |         |      |
| Ungültige Stimmen        | Ungültige Stimmen        | Ungültige Stimmen  | 9.658   | 12,2 |
| Wähler                   | Wähler                   | Wähler             | 79.050  | 78,2 |
| Wahlberechtigte          | Wahlberechtigte          | Wahlberechtigte    | 101.079 |      |
|                          |                          |                    |         |      |
| Quelle: Innenministerium |                          |                    |         |      |

##### Listenstimmen
| Parteien                       | Parteien                             | Parteien                               | Stimmen | %    |
| ------------------------------ | ------------------------------------ | -------------------------------------- | ------- | ---- |
|                                | Casa delle Libertà                   | Alleanza Nazionale                     | 15.538  | 22,9 |
| Forza Italia                   | Casa delle Libertà                   | 15.287                                 | 22,5    |      |
| CCD – CDU                      | Casa delle Libertà                   | 2.127                                  | 3,1     |      |
| Nuovo PSI                      | Casa delle Libertà                   | 603                                    | 0,9     |      |
| ↳ Gesamt                       | Casa delle Libertà                   | 33.555                                 | 49,5    |      |
|                                | L’Ulivo                              | La Margherita (Dem – PPI – RI – Udeur) | 13.651  | 20,1 |
| Democratici di Sinistra        | L’Ulivo                              | 7.601                                  | 11,2    |      |
| Il Girasole (FdV – SDI)        | L’Ulivo                              | 1.075                                  | 1,6     |      |
| Partito dei Comunisti Italiani | L’Ulivo                              | 1.044                                  | 1,5     |      |
| ↳ Gesamt                       | L’Ulivo                              | 23.371                                 | 34,5    |      |
|                                | Lista Di Pietro                      | Lista Di Pietro                        | 3.309   | 4,9  |
|                                | Democrazia Europea                   | Democrazia Europea                     | 2.932   | 4,3  |
|                                | Partito della Rifondazione Comunista | Partito della Rifondazione Comunista   | 2.105   | 3,1  |
|                                | Lista Emma Bonino                    | Lista Emma Bonino                      | 980     | 1,4  |
|                                | Fiamma Tricolore                     | Fiamma Tricolore                       | 608     | 0,9  |
|                                | Liberi e Forti                       | Liberi e Forti                         | 359     | 0,5  |
|                                | Socialisti Autonomisti               | Socialisti Autonomisti                 | 211     | 0,3  |
|                                | Movimento delle Libertà              | Movimento delle Libertà                | 181     | 0,3  |
|                                | Paese Nuovo                          | Paese Nuovo                            | 132     | 0,2  |
|                                | Abolizione Scorporo                  | Abolizione Scorporo                    | 49      | 0,1  |
| Gesamt                         | Gesamt                               | Gesamt                                 | 67.792  | 100  |
|                                |                                      |                                        |         |      |
| Ungültige Stimmen              | Ungültige Stimmen                    | Ungültige Stimmen                      | 11.251  | 14,2 |
| Wähler                         | Wähler                               | Wähler                                 | 79.043  | 78,2 |
| Wahlberechtigte                | Wahlberechtigte                      | Wahlberechtigte                        | 101.079 |      |
|                                |                                      |                                        |         |      |
| Quelle: Innenministerium       |                                      |                                        |         |      |

## Von 2017 bis 2020

### Wahlkreisgebiet
Der Wahlkreis umfasste Gemeinden: 

### Wahlergebnisse

#### Parlamentswahl 2018
| Kandidaten               | Kandidaten           | Stimmen | %    | Listen                               | Stimmen | %    |
| ------------------------ | -------------------- | ------- | ---- | ------------------------------------ | ------- | ---- |
|                          | Angela Ianarogewählt | 60.555  | 44,3 | Movimento 5 Stelle                   | 60.555  | 44,3 |
|                          | Fernando Errico      | 41.186  | 30,1 | Forza Italia                         | 27.913  | 20,4 |
| Lega                     | Fernando Errico      | 41.186  | 30,1 | 8.194                                | 6,0     |      |
| Fratelli d’Italia        | Fernando Errico      | 41.186  | 30,1 | 3.996                                | 2,9     |      |
| Noi con l’Italia – UDC   | Fernando Errico      | 41.186  | 30,1 | 1.083                                | 0,8     |      |
|                          | Carmine Valentino    | 26.015  | 19,0 | Partito Democratico                  | 20.947  | 15,3 |
| Civica Popolare          | Carmine Valentino    | 26.015  | 19,0 | 2.419                                | 1,8     |      |
| +Europa                  | Carmine Valentino    | 26.015  | 19,0 | 1.762                                | 1,3     |      |
| Italia Europa Insieme    | Carmine Valentino    | 26.015  | 19,0 | 887                                  | 0,6     |      |
|                          | Americo Ciervo       | 3.583   | 2,6  | Liberi e Uguali                      | 3.583   | 2,6  |
|                          | Cosimo Maio          | 1.922   | 1,4  | Potere al Popolo!                    | 1.922   | 1,4  |
|                          | Debora Munno         | 790     | 0,6  | Italia agli Italiani (FT – FN)       | 790     | 0,6  |
|                          | Giovanna Borzillo    | 757     | 0,6  | CasaPound Italia                     | 757     | 0,6  |
|                          | Enrico Maria Bozza   | 551     | 0,4  | 10 Volte Meglio                      | 551     | 0,4  |
|                          | Marco Langellotti    | 504     | 0,4  | Il Popolo della Famiglia             | 504     | 0,4  |
|                          | Luigi Nuzzo          | 452     | 0,3  | Partito Comunista                    | 452     | 0,3  |
|                          | Miriam Polcaro       | 196     | 0,1  | Partito Valore Umano                 | 196     | 0,1  |
|                          | Antonella Moles      | 120     | 0,1  | Lista del Popolo per la Costituzione | 120     | 0,1  |
| Gesamt                   | Gesamt               | 136.631 | 100  |                                      | 136.631 | 100  |
|                          |                      |         |      |                                      |         |      |
| Ungültige Stimmen        | Ungültige Stimmen    | 5.423   | 3,8  |                                      |         |      |
| Wähler                   | Wähler               | 142.054 | 74,1 |                                      |         |      |
| Wahlberechtigte          | Wahlberechtigte      | 191.786 |      |                                      |         |      |
|                          |                      |         |      |                                      |         |      |
| Quelle: Innenministerium |                      |         |      |                                      |         |      |

## Seit 2020

### Wahlkreisgebiet
| Wahlkreise – Camera dei deputati – Kampanien | Wahlkreise – Camera dei deputati – Kampanien | Wahlkreise – Camera dei deputati – Kampanien |
| Provinz                                      | Provinz                                      | Gemeinden nach Provinzen ⮞ Wahlkreis |
| -------------------------------------------- | -------------------------------------------- | --- |
|                                              | Metropolitanstadt Neapel (92 Gemeinden)      | Teil Neapels ⮞ Wahlkreis Neapel – Fuorigrotta Teil Neapels ⮞ Wahlkreis Neapel – San Carlo all’Arena 13 ⮞ Wahlkreis Acerra 14 ⮞ Wahlkreis Casoria 16 ⮞ Wahlkreis Giugliano in Campania 28 ⮞ Wahlkreis Somma Vesuviana 20 ⮞ Wahlkreis Torre del Greco |
|                                              | Provinz Avellino (118 Gemeinden)             | alle ⮞ Wahlkreis Avellino |
|                                              | Provinz Benevento (78 Gemeinden)             | alle ⮞ Wahlkreis Benevento |
|                                              | Provinz Caserta (104 Gemeinden)              | 24 ⮞ Wahlkreis Caserta 52 ⮞ Wahlkreis Aversa 28 ⮞ Wahlkreis Benevento |
|                                              | Provinz Salerno (158 Gemeinden)              | 20 ⮞ Wahlkreis Salerno 112 ⮞ Wahlkreis Eboli 26 ⮞ Wahlkreis Scafati |

Der Wahlkreis umfasst alle 78 Gemeinden der Provinz Benevento und 28 Gemeinden der Provinz Caserta.

### Wahlergebnisse

#### Parlamentswahl 2022
| Kandidaten                          | Kandidaten                    | Stimmen | %    | Listen                                                  | Stimmen | %    |
| ----------------------------------- | ----------------------------- | ------- | ---- | ------------------------------------------------------- | ------- | ---- |
|                                     | Francesco Maria Rubanogewählt | 55.471  | 36,9 | Fratelli d’Italia                                       | 29.218  | 19,5 |
| Forza Italia                        | Francesco Maria Rubanogewählt | 55.471  | 36,9 | 18.157                                                  | 12,1    |      |
| Lega per Salvini Premier            | Francesco Maria Rubanogewählt | 55.471  | 36,9 | 7.530                                                   | 5,0     |      |
| Noi Moderati                        | Francesco Maria Rubanogewählt | 55.471  | 36,9 | 566                                                     | 0,4     |      |
|                                     | Sabrina Ricciardi             | 33.226  | 22,1 | Movimento 5 Stelle                                      | 33.226  | 22,1 |
|                                     | Antonella Pepe                | 27.095  | 18,0 | Partito Democratico – Italia Democratica e Progressista | 19.665  | 13,1 |
| Alleanza Verdi e Sinistra           | Antonella Pepe                | 27.095  | 18,0 | 3.124                                                   | 2,1     |      |
| +Europa                             | Antonella Pepe                | 27.095  | 18,0 | 2.189                                                   | 1,5     |      |
| Impegno Civico – Centro Democratico | Antonella Pepe                | 27.095  | 18,0 | 2.117                                                   | 1,4     |      |
|                                     | Sandra Lonardo Mastella       | 21.669  | 14,4 | Noi di Centro – Europeisti                              | 21.669  | 14,4 |
|                                     | Antonio Del Mese              | 6.284   | 4,2  | Azione – Italia Viva                                    | 6.284   | 4,2  |
|                                     | Marcello Giulianini           | 2.156   | 1,4  | Unione Popolare                                         | 2.156   | 1,4  |
|                                     | Concetta Altieri              | 1.596   | 1,1  | Italexit per l’Italia                                   | 1.596   | 1,1  |
|                                     | Micaelamaria Salomone Megna   | 1.237   | 0,8  | Italia Sovrana e Popolare                               | 1.237   | 0,8  |
|                                     | Giacomo Barone                | 931     | 0,6  | Partito Comunista Italiano                              | 931     | 0,6  |
|                                     | Esmeralda Mameli              | 499     | 0,3  | Partito Animalista – UCDL – 10 Volte Meglio             | 499     | 0,3  |
| Gesamt                              | Gesamt                        | 150.164 | 100  |                                                         | 150.164 | 100  |
|                                     |                               |         |      |                                                         |         |      |
| Ungültige Stimmen                   | Ungültige Stimmen             | 8.624   | 5,4  |                                                         |         |      |
| Wähler                              | Wähler                        | 158.788 | 58,3 |                                                         |         |      |
| Wahlberechtigte                     | Wahlberechtigte               | 272.470 |      |                                                         |         |      |
|                                     |                               |         |      |                                                         |         |      |
| Quelle: Innenministerium            |                               |         |      |                                                         |         |      |